# Guadalcanal (Hiszpania)
Guadalcanal – gmina w Hiszpanii, w prowincji Sewilla, w Andaluzji, o powierzchni 274,97 km². W 2011 roku gmina liczyła 2897 mieszkańców. W połowie XVI wieku na tym obszarze znajdowały się kopalnie srebra finansowane przez rodzinę Fuggerów.